# دايتون هايد
دايتون هايد (بالإنجليزية: Dayton Hyde)‏ هو كاتب أمريكي، ولد في عقد 1920، وتوفي في 22 ديسمبر 2018.